# Північний Ємен

Географічне положення Північного Ємену на Аравійському півострові

Північний Ємен (араб. اليمن الشمالي, англ. North Yemen, нім. Nordjemen) — термін який використовується для позначення Єменської Арабської Республіки (1962-1990), її попередника — Єменського Мутаваккілітського Королівства (1918-1962) та інших попередників, які мали суверенітет над територією, яка в наш час[коли?] знаходиться в північно-західній частині Республіки Ємен, на півдні Аравійського півострова.

## Історія
Державних утворень під назвою Північний Ємен ніколи не існувало, сам термін почав набувати поширення тільки після проголошення Федерації Південної Аравії (1962–1967), яка отримала незалежність від Британії. І використовувався для позначення північних єменських територій в противагу південним, які мали у власній офіційній назві слово «Південний». 
У 1970 році Народна Республіка Південного Ємену змінила назву на Народна Демократична Республіка Ємен, без жодного зазначення географічного положення, однак у просторіччі ця назва продовжувала існувати.
Злиття двох Єменів 22 травня 1990 році поклало край асоціюванню цього терміна з незалежною державою, однак «Північний Ємен», як і раніше використовується для позначення території колишньої Єменської Арабської Республіки та її попередників до 1967 року. 

Прапор Північного Ємену - (Єменського Мутаваккілітського Королівства)
Прапор Північного Ємену - (Єменської Арабської Республіки)